# Nysson spinosus
Espèce
Nysson spinosus est une espèce d'insectes hyménoptères de la famille des crabronidés, de la sous-famille des Bembicinae, du genre Nysson.